# نبرد هیستینگز
نبرد هیستینگز (به انگلیسی: Battle of Hastings) (تلفظ بریتانیایی و آمریکایی هیستینگز: /ˈheɪstɪŋz/)، نبردی در ۱۴ اکتبر سال ۱۰۶۶ میان ارتش نورمنی-فرانسوی ویلیام، دوک نورماندی، و ارتش آنگلوساکسون‌های انگلیسی به رهبری هارولد گادوینسن بود. این نبرد آغازی برای فتح انگلستان توسط نورمن‌ها بود و در ۷ مایلی (۱۱ کیلومتری) شمال‌غربی هیستینگز، در نزدیکی شهر امروزی باتل، ساسکس شرقی، رخ داد و با پیروزی قاطع نورمن‌ها و شکست و مرگ هارولد همراه بود.
پیش‌زمینه این جنگ، مرگ پادشاه بی‌فرزند انگلستان، ادوارد خستو، در ژانویه ۱۰۶۶ بود که منجر به آغاز درگیری بر سر رسیدن به پادشاهی انگلستان، میان مدعیان شد. هارولد گادوینسن پس از مدت کوتاهی، زمام پادشاهی را در دست گرفت اما با ویلیام نورماندی، بردارش تاستینگ گادوینسن و شاه نروژ، هارالد هاردرادا (هارالد سوم نروژ) روبه‌رو شد. تاستینگ به همراه هارالد توانست نیروها و ارتش پادشاه انگلستان را در ۲۰ سپتامبر ۱۰۶۶ در نبرد فولفورد به سختی شکست دهد، اما نیروهای متحد چند روز بعد در نبرد استمفورد بریچ از هارولد شکست خوردند تا هارولد از جانب شورشیان شمال قلمرو خود آسوده شود. مرگ تاستینگ و هارالد در استمفورد بریچ سبب شد تا ویلیام نورماندی، به عنوان تنها مدعی تاج و تخت انگلستان شناخته شود و زمانی که هارولد مشغول بازیابی توان نیروهای خود بود، ویلیام به همراه نیروهای خود در ۲۸ سپتامبر در بندر پونسی از کشتی خود پیاده شد و عازم فتح پادشاهی از سمت سواحل شد و هارولد نیز مجبور شد به سرعت عازم جنوب شود و در مسیر حرکت به سمت جنوب، نیروهای خود را جمع‌آوری کند.
تعداد دقیق دو ارتش مشخص نیست، اما طبق گفته‌ها تعداد ارتش ویلیام ۱۰ هزار و تعداد نیروهای هارولد ۷ هزار نفر بوده‌است. ترکیب نیروها واضح‌تر است؛ ارتش انگلیس تقریباً از پیاده‌نظام و تعداد اندکی کماندار تشکیل شده بود، در حالی که تنها نیمی از نیروی مهاجم پیاده‌نظام بودند، بقیه نیروها شامل کمانداران و سواره‌نظام می‌شد. نبرد از ساعت ۸ صبح آغاز شد و تا غروب خورشید ادامه یافت. در ابتدا تلاش نیروهای ویلیام برای شکستن خطوط پیاده‌نظام آنگلوساکسون‌ها ناموفق بود اما تغییر تاکتیک توسط ویلیام و مرگ ناگهانی هارولد بر اثر اصابت تیر سبب شد تا خطوط تدافعی انگلیسی‌ها درهم بشکند و در آخر ارتش پادشاهی منهدم و به سمت شمال عقب‌نشینی کرد. پس از پایان این جنگ و چند نبرد کوچک دیگر، ویلیام نورماندی رسماً در کریسمس سال ۱۰۶۶ در کلیسا تاج‌گذاری کرد و خود را شاه انگلستان معرفی نمود.
در ادامه با وجود مقاومت‌ها و شورش‌ها برای جلوگیری از پیشروی ویلیام، نبرد در هیستینگز کلید اصلی ویلیام برای فتح انگلستان بود. همچنین نظر در باب میزان مرگ و میر سخت است، اما مورخین حدس می‌زنند که حدود ۲ هزار نفر از نیروهای ویلیام طی فتح انگلستان جان خود را از دست دادند. ویلیام پس از پایان یافتن جنگُ در محل نبرد خود با هارولد صومعه‌ای به نام صومعه جنگ بنا کرد، که محراب آن محل قبر هارولد گادوینسن بود.

## پیش زمینه

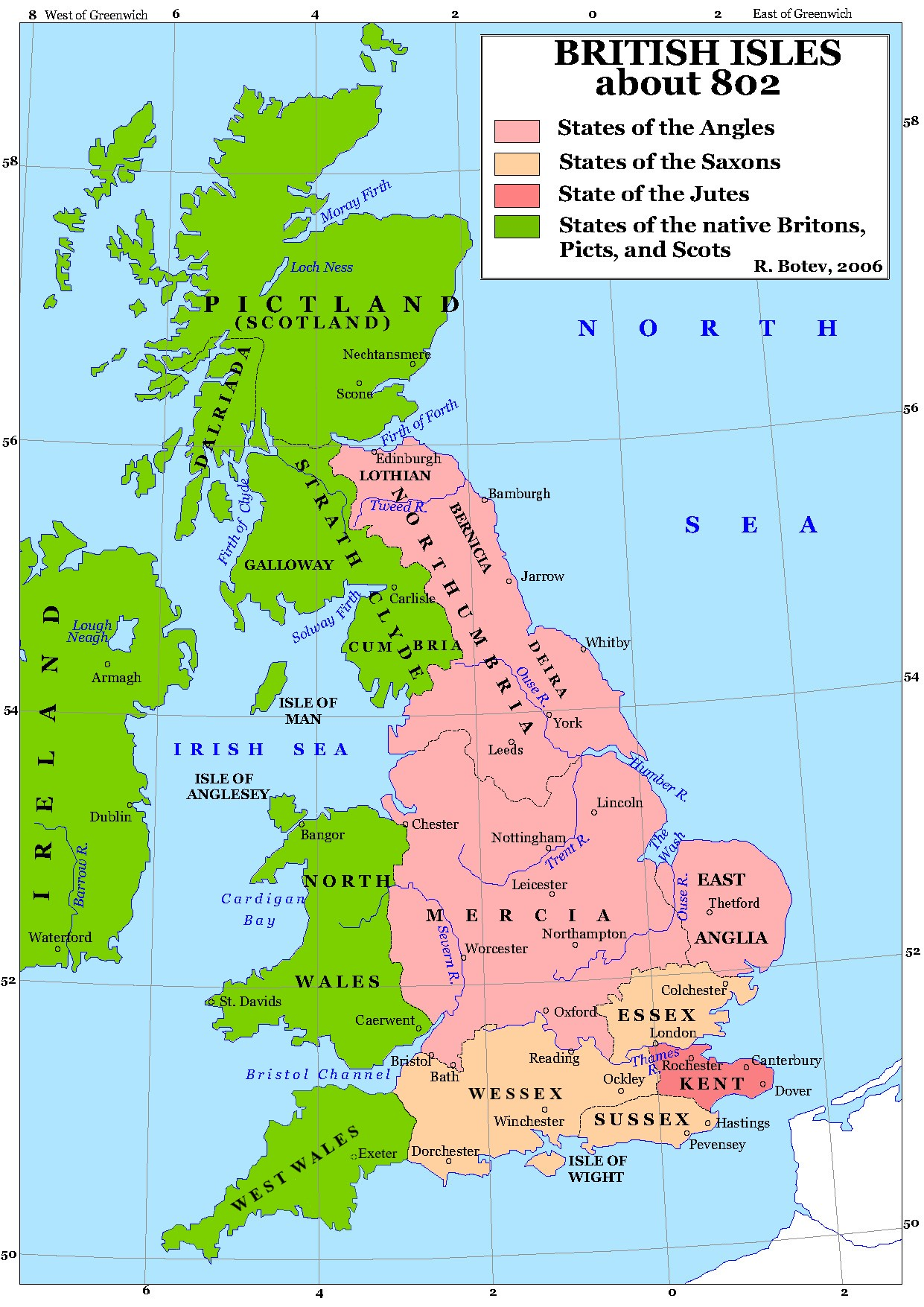
بریتانیا در حدود سال ۸۰۲ میلادی

### آنگلو-ساکسون‌ها
تا قرن ۴ میلادی، ضعف امپراتوری عظیم روم و عدم قدرت کافی این امپراتوران در کنترل و حفاظت جزیره، موجب شد که اقوام مهاجم همچون پیکت و اسکات‌ها که از سایر مناطق اروپا بودند، با استفاده از ضعف امپراتوری، به جزیره انگلستان هجوم آورده و با عقب راندن تدریجی نیروهای رومی، دست به کشتار و غارت مناطق بریتونی-رومی زدند؛ تا سرانجام در سال ۴۰۷، با خروج آخرین نیروهای روم از جنوب جزیره، ورود اقوام مهاجم به این سرزمین راحت‌تر و بدون دردسر شد با این حال بریتون‌های سلتی که در جزیره مستقر و با فرهنگ و تمدن روم آشنا شده بودند، در مقابل اقوام مهاجم مقاومت می‌کردند و مانع از دستیابی آن‌ها بر تمامی جزیره می‌شدند. اما ضعف تدریجی آن‌ها در برابر مهاجمین، سبب آغاز حملات اقوام مستقر در شمال اروپا (اسکاندیناوی) همچون آنگل‌ها، ساکسون‌ها و ژوت یا یوت‌ها شد و سرانجام در قرن ۷، این اقوام مهاجم با شیوه کاملاً متفاوت از شیوه اقوام ساکن جزیره، بر بریتانیا مسلط شدند و حکومت هفت نفره را شکل دادند. اما پس از حدود ۳۰۰ یا ۴۰۰ سال، این قلمروهای کوچک به هم پیوستند و یکی شدند تا بدین ترتیب به آنگلوساکسون‌ها معروف شدند.

### نورمن‌ها
در سال ۷۹۷، آنگلوساکسون‌ها با شرایطی روبه‌رو شدند که بریتون‌ها در حدود ۳۰۰ سال پیش به آن دچار شدند. مهاجمین نورمن (یا وایکینگ‌ها) که اصالت آن‌ها به اسکاندیناوی بازمی‌گشت، حملات خود را به انگلستان به عنوان بخشی از توسعه‌طلبی خود که از روسیه تا گرینلند را در برمی‌گرفت، آغاز کردند. حملات این قوم مهاجم تا ۲۰۰ سال سواحل اروپا را آزار داد، اما در قرن ۹ میلادی، رویه این قوم از غارت و حمله به اسکان تغییر یافت و به عنوان یک ارتش بزرگ پیروز به خشکی درآمدند و به درون این سرزمین رفتند. با وجود حملات نورمن‌ها، اقوام مستقر در جزیره انگلستان، در مقابل حملات مهاجمین مقاومت کردند و حتی در مواردی موفق به دفع حملات آن‌ها شدند، اما سرانجام طی قرن ۹ میلادی، تمامی قلمروها در مقابل نورمن‌ها یا وایکینگ‌ها بجز وسکس تسلیم شدند و در زمان رئیس ایشان به نام کانوت بزرگ، نورمن موفق به حکمرانی بر تمام انگلستان شدند. با این همه ساکسون‌ها در سده نهم و دهم در مقابل نورمن‌ها مقاومت خود را ادامه دادند و بعدها پس از مرگ کانوت بزرگ توانستند شاهزاده‌ای از نژاد آنگلوساکسون، به نام ادوارد و ملقب به خستو، را دوباره به پادشاهی انگلیس برسانند.
علاوه بر انگلستان، نورمن‌ها به قلمرو فرانکیا (فرانسه امروزی) نیز هجوم بردند و حتی در سال ۸۸۵ از طریق رودخانه‌ها به پاریس رسیدند و پس از محاصره یک ساله شهر، از فرانک‌ها شکست خوردند و مجبور به عقب‌نشینی شدند؛ با این حال نورمن‌ها توانستنند با کمک رهبر خود، رولو، بر شمال فرانکیا مسلط و به همراه نیروهای خود در آنجا مستقر شوند. قدرت رولو سبب شد که پادشاه فرانک، شارل ساده، وادار شود با امضای قراردادی، بخشی از سرزمین خود را به او واگذار کند. در عوض نورمن‌ها متعهد شدند که از فرانکیا در برابر حملات سایر اقوام محافظت کنند. از آن زمان نام این سرزمین، نورماندی به معنای کشور مردان شمالی قرار گرفت. در طی یک سده و نیم دیگر رولو و جانشینانش مسیحی و در ظاهر تحت امر پادشاه فرانسه شده بودند. آن‌ها دامنه کشورگشایی خودشان را به‌طور کامل در سراسر سرزمینی که اکنون نورماندی نامیده می‌شود، گسترش دادند.
نوه رولو، ریشار یکم ملقب به دوک شد و نام خانوادگی سنت کلر یا سینکلر را از روی کلیسای سنت کلر برای خود برگزید؛ کلیسایی که قرارداد در آن جا امضا شده بود. در سال ۱۰۳۵، با مرگ رابرت، دوک نورماندی، پسر نامشروعش ویلیام در حالی که هشت ساله بود، جانشین او شد. ویلیام به سرعت مهارت‌های جنگی و سیاسی را در جامعه خشن سده یازدهم نورماندی فرا گرفت. در سن پانزده سالگی از سوی پادشاه فرانسه، هانری یکم، شوالیه شد. چند سال بعد با پشتیبانی نظامی هانری و سیاسی پاپ، پیروزمندانه نیروهایش را در سرکوب شورش‌ها و تاخت و تازها رهبری کرد.

### ادوارد خستو و بحران جانشینی
ادوارد خستو، که نیمه نورمن بوده و اکثر زندگی خود را در نورماندی گذارنده بود، در سال ۱۰۴۴ میلادی در انگلستان به قدرت رسید. وی به عنوان فردی منزوی و مذهبی، باورهای نورماندی و نورمن‌ها را به انگلستان منتقل کرد؛ اما بیش از حکومت و امور آن، کلیسا را مورد توجه خود قرار داد. این نوع سیاست وی، موجب خشم و اعتراض اشراف و ارل‌های انگلوساکسون شد؛ بنابراین گادوین، ارل وسکس، به واسطه سیاست‌های ادوارد، شورشی علیه وی برپا کرد و توانست پس از تسلیم پادشاه، دختر خود، ادیث، را به همسری وی دربیاورد، تا از نفوذ نورمن‌ها در انگلستان بکاهد. با این حال گوشه‌نشینی و تجرد مذهبی ادوارد سبب شد تا وی از ادیث صاحب پسر و فرزندی برای جانشینی نشود. در سال ۱۰۵۳ با مرگ گادوین، از میان ۴ فرزندش، هارولد موفق شد تا به جای پدرش، ارل وسکس شود تا تبدیل به قوی‌ترین ارل انگلستان شود و با توجه جانشین نداشتن ادوارد، هارولد تلاش خود را برای جانشینی ادوارد آغاز کرد، درحالی که ادوارد برای جانشین خود، به افرادی همچون توستیگ، برارد کوچک‌تر هارولد و ویلیام، دوک نورماندی، توجه داشت.
ویلیام نورماندی، پسرعموی ادوارد از روئن، که مورد توجه و علاقه شاه انگلستان بود، در سال ۱۰۳۵، پس از مرگ پدرش به مقام دوک نورماندی رسید. وی طی حکومت ادوارد چندین بار به دیدن وی رفت و پس از مرگ ادوارد ادعا کرد که ادوارد در این دیدار قول داده‌است که او را جانشین خود انتخاب کند. با این حال کمی پیش از مرگ، شاه ادوارد، هارولد گادوینسون، ارل وسکس را به عنوان پادشاه انگلستان انتخاب کرد.
هارولد قبل از مرگ ادوارد، در میانه دهه ۱۰۶۰ میلادی در انگلستان خود را به شخصی برجسته تبدیل کرده بود و به دنبال این بود که جانشین ادوارد بی‌فرزند شود. گرچه نقشه‌های او برای اثبات خود به عنوان جانشین، با رخدادهای سال ۱۰۶۴ پیچیده شد. در سال ۱۰۶۴ بود که هارولد برای انجام مأموریتی عازم نورماندی شد و کشتی‌های وی در سواحل شمالی این منطقه شکسته و غرق شدند. هارولد، پس از آنکه در سواحل قلمرو کنت پونتیو توقف کرد، از طرف کنت مزبور اسیر و زندانی شد ولی ویلیام او را آزاد کرده، به روئن فرستاد و در آنجا با او قرار گذاشت که آزادی کامل دارد، مشروط بر اینکه اطلاعت در مقابل او فرود آورد و در عرف فئودالی رعیت ویلیام بشود. در این تشریفات هارولد می‌بایست سوگندی یاد کند که جزئیات آن درست و کامل مشخص نیست و احتمال می‌رود که یا راجع به ازدواج با دختر ویلیام یا حمایت از دعوی ویلیام نسبت به تاج و تخت انگلستان بوده باشد. موضوع هر چه که بود هارولد سوگندی یاد کرد، که بعدها بر ضد خودش از آن استفاده شد.

## بر تخت نشستن هارولد

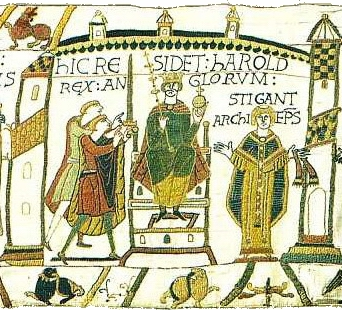
نمایی از فرشینه بایو که تاجگذاری هارولد گادوینسون را نشان می‌دهد.

ادوارد در تابستان سال ۱۰۶۶ درگذشت. به واسطهٔ دورهٔ حکومت و اعمال وی، تقدیس شد. تا مدتی بعد هر پادشاه جدید وظیفه داشت سوگند یاد کند که قوانین ادوارد را محترم بشمارد و آن‌ها را رعایت کند (هر چند خود ادوارد قوانین تازه‌ای وضع نکرده بود) ولی چون بازپسین پادشاه ساکسون پیش از استیلای نورمن‌ها بود، از این رو در نظر مردم انگلیس مظهر یک انگلستان مستقل و آزاد به‌شمار می‌آمد.
در ششم ژانویه مجلس ویتناگمونت هارولد را به مقام پادشاهی انگلستان برگزید. هنوز هارولد تاج بر سر ننهاده بود، که خبر آوردند ویلیام، دوک نورماندی، مدعی تاج و تخت انگلستان شده و در تدارک جنگ است. ویلیام ادعا می‌کرد که ادوارد در سال ۱۰۵۱ به او وعده داده که سلطنت انگلستان را در برابر سی سال حمایت از جانب نورماندی به او می‌بخشد. طبق ادعای ویلیام، ادوارد چنین قولی داده بود، اما ادوارد بعد از مدتی این موضوع را از یاد برده یا از وعده خویش پشیمان شده بود و قبل از مرگ، هارولد را جانشین خود خوانده بود؛ به هر حال طبیعی است که چنین وعده‌ای نمی‌توانست معتبر باشد مگر با موافقت مجلس ویتناگمونت. اما ویلیام مدعی بود که هارولد ضمن ملاقاتی در شهر روئن (که تاریخ آن مشخص نیست) عنوان شهسواری را از او قبول کرده‌است، از اتباع وی شده و بنابراین اطاعتی بر وی مدیون است، و نیز وعده داده‌است که ویلیام را وارث تاج و تخت ادوارد بشناسد و در این امر از وی حمایت کند. هارولد قبول داشت که چنین قولی داده‌است. اما مردم انگلستان به هیچ وجه خود را ملزم نمی‌دانستند که به قول هارولد وفا کنند و نمایندگان آن ملت آزادانه هارولد را به مقام سلطنت برگزیده بودند و هارولد اینک مصمم شده بود که از آن گزینش دفاع کند. در این زمان ناگهان ستاره دنباله‌داری در آسمان انگلستان دیده شد، که اکنون آن را دنباله‌دار هالی می‌شناسیم. بسیاری بر این باور بودند که این نشانه بدیمنی برای انگلستان است. هنگامی که آنچه هارولد انجام داده بود، به گوش ویلیام رسید، به شدت خشمگین شد. هارولد از خود دفاع کرد و گفت آنچه ویلیام ادعا کرده این است که او را به زور وادار به سوگند خوردن کرده‌است و سوگندش از روی اجبار بوده و اعتباری ندارد.
در طول ماه‌های ژوئیه و اوت، هارولد منتظر تلاش ویلیام برای پایه‌ریزی یک حمله بود. هارولد نیروهایش را در نزدیکی سواحلی که امکان داشت ویلیام از آنجا پا به خشکی بگذارد، قرار داد. برخی از نیروهای هارولد از این انتظار خسته و آزرده شده بودند، زیرا به آن‌ها جیره‌ای کافی نمی‌رسید. آن‌ها به خانه بازگشتند، زیرا در آن هنگام، زمان خرمن کردن فرا رسیده بود و بسیاری از نیروهای هارولد را کشاورزان سرسپرده تشکیل داده بودند.

### یورش هاردرادا و توستیگ

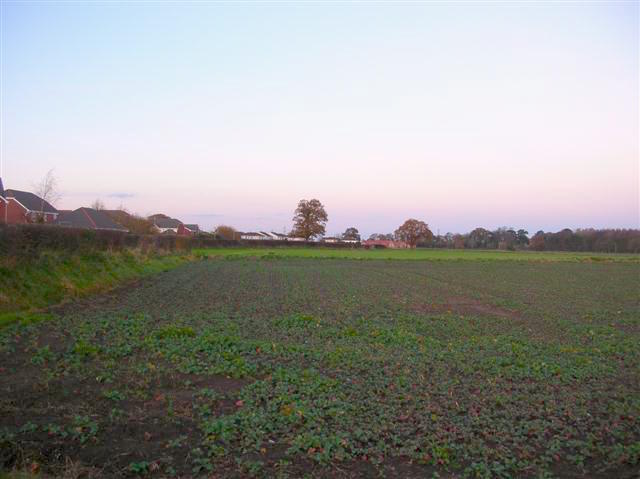
نمایی از استمفورد بریج، محلی که در آن جنگ رخ داد.

اندکی پس از تاجگذاری هارولد در ژانویه ۱۰۶۶، برادرش تاستینگ او را همراهی نکرد بلکه به امید پایه‌گذاری یک اتحاد به دیدار دوک نورماندی، ویلیام پیروز، رفت که کامیاب نبود ولی سرانجام توانست پادشاه نروژ، هارالد هاردرادا، را برای حمله‌ای مشترک به انگلستان متقاعد کند.
هارالد هاردرادا، پادشاه نروژ، نخستین دردسر را به وجود آورد. در میانهٔ سپتامبر نیروهای مهاجم هاردرادا در کرانه‌های شمالی انگلستان پیاده شدند و تعدادی از روستاهای ساحلی را غارت کردند. سپس به سوی شهر یورک پیش‌رفتند. تاستینگ، برادر کوچک شاه هارولد، که به او خیانت کرده بود، به هارولد پیوست. ارتش وایکینگ یک سپاه انگلیسی را که راه ورود به شهر یورک را بسته بود، در هم شکست و شهر به دست نروژیان افتاد.
هنگامی که اخبار یورش وایکینگ‌ها به هارولد رسید، وی شتاب‌زده شد و تا جایی که می‌توانست با بسیج زیردستان و هاسکارل‌هایش (سرباز تبرزن) به سوی شمال رفت. وی شب و روز به پیش‌روی ادامه می‌داد. ارتش او از لندن تا یورک، مسافتی در حدود ۱۸۵ مایل را، تنها در چهار روز پیمود. تا این امکان را داشته باشد که ارتش نروژیان را غافلگیر کند.
سرعت نیروهای هارولد در پیشروی این اجازه را به آنان داد تا ارتش هاردرادا را غافلگیر کنند. آنان در ۲۵ سپتامبر در استنفورد-بریج، در بیرون شهر یورک، اردو زدند و در پی آن جنگی خونین درگرفت. نبرد تن به تن بر روی گذر از پل در جریان بود. سرانجام خطوط نروژیان درهم شکست و کشتار واقعی آغاز شد. هاردرادا و پس از او برادر شاه، تاستینگ، کشته شدند. آنچه از ارتش وایکینگ برجامانده بودند، به کشتی‌هایشان گریختند. شکست وایکینگ‌ها تلفات سنگینی برایشان به بار آورد. تنها ۲۴ کشتی از ۲۴۰ کشتی نیروهای مهاجم توانست به خانه برگردد.

## ویلیام و حمله به انگلستان

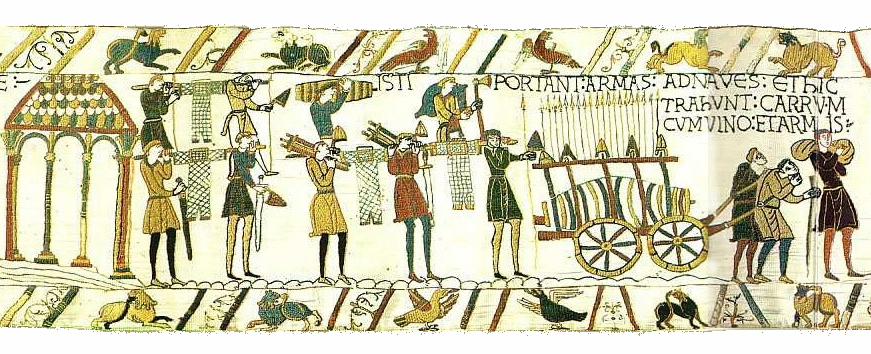
فرشینه بایو، آمایش سپاه نرمن را برای تاخت آوردن بر انگلستان می‌نماید.

برای چنین جنگ دشواری، چهل روز خدمت که برای شوالیه‌های نورماندی مقرر شده بود، کافی نبود؛ چون نگهبانان شخصی هارولد، سپاهیان بسیار ورزیده و خطرناکی بودند. هنگامی که ویلیام نخستین بار نقشه خود را در مجمع بارون‌ها پیش نهاد، با پاسخ سرد بارون‌ها روبرو شد، زیرا بارون‌ها معتقد بودند که ویلیام توان کافی برای شکست هارولد و همچنین مشروعیت لازم برای زیر سلطه بردن انگلستان را ندارد.
ویلیام، هارولد را به نقض قسم متهم نموده، بررسی این عهدشکنی را به پاپ محول کرد و لانزان، کشیش روئن، را به روم فرستاد تا این موضوع را در دستگاه پاپ عنوان کند. پاپ الکساندر دوم، هارولد را مقصر شناخت و وی را تکفیر کرد و اعلام نمود که قلمروی انگلستان از آن ویلیام است و به نشانهٔ انتخاب او به مقام پادشاهی، پرچمی دارای تصویر آثار متبرکهٔ رم و حلقه‌ای که از پطروس در آن بود، برای ویلیام فرستاد. همچنین این جنگ برای نورمن‌ها پرمنفعت و پرسود بود، چرا که ویلیام به تمام رعایای نورمنی خود وعده داده بود که در انگلستان پول و زمین به آن‌ها خواهد بخشید. ادو، برادر ویلیام، و اسقف پبایو، که بیشتر سرباز بود تا راهب، ارتشی جمع‌آوری نمودند و ویلیام فراخوان‌هایی به همه اروپا فرستاد و عده‌ای از بارون‌های ماجراجو، از جمله آنژو، بریتانی، فلاندر و حتی آپولیا و آراگون به نورماندی آمدند تا ویلیام را در جنگ همراهی کنند. با این حال جمع‌آوری نیروها به کندی انجام گرفت ولی این موضوع چندان اهمیتی نداشت، زیرا کشتی‌ها می‌بایست پیش از حرکت سپاهیان ساخته می‌شدند. پرده‌های عقیق بایو نشان می‌دهد که چگونه درختان جنگل‌ها ریشه‌کن شد تا ۷۵۰ کشتی که در آن هنگام برای حمل ۱۰۰۰۰ تا ۱۵۰۰۰ سپاهی که ۵۰۰۰ تا ۶۰۰۰ نفر از آنان سواره‌نظام بودند، ساخته شود. در آغاز سپتامبر ۱۰۶۶ میلادی کشتی‌ها حاضر شد، اما به علت بادهای مخالف کانال مانش، حرکت کشتی‌ها به تأخیر افتاد. اما سرانجام در اواخر سپتامبر باد از جنوب وزید و سپاه ویلیام دو روزه دریا را پیموده، در ۲۸ سپتامبر ۱۰۶۶ در پونسی پیاده شد. سپاه در هنگام پیاده شدن به هیچ گونه مانعی برنخورد، زیرا هارولد به شمال رفته بود تا هجوم نروژی‌ها را دفع کند.

### حرکت هارولد به سوی جنوب
هارولد پس از شکست نیروهای مخالف در شمال، به زحمت سپاهیان خود را به جنوب رسانید ولی اوضاع برای وی و سپاهیانش رفته رفته رو به وخامت می‌رفت. لشکریان او در نتیجه برخورد با نروژیان ضعیف و خسته شده بودند. فئودال‌های شمالی به سهم خود جنگیده بودند و دیگر چندان شور و حرارتی برای جنگی دوباره نشان نمی‌دادند. اسقف‌ها از حمایتی که پاپ از ویلیام می‌کرد، به تشویش افتاده بودند. در داخل انگلستان یک حزب نورمنی وجود داشت که اعضای آن را فرانسویانی که ادوارد خستو با خود به کشور آورده بود، تشکیل می‌دادند که این گروه خود را آماده حمایت از ویلیام می‌کرد.
ارتش هارالد هاردرادا در نبرد استمفورد بریج به‌طور کامل از بین رفت ولی ساکسون‌ها نیز متحمل تلفات سنگینی شده بودند. ارل گیرث، برادر شاه، پافشاری می‌کرد تا زمانی که نیروها به‌طور کامل جمع‌آوری شوند حمله را به تأخیر بیندازد؛ ولی هارولد که می‌خواست خود را در کشورش به عنوان شاه تازه‌ای که قابل تکیه کردن است نشان دهد، مصمم بود در برابر هر تهاجم خارجی از کشور دفاع کند.

## نبرد

### ویژگی دو سپاه

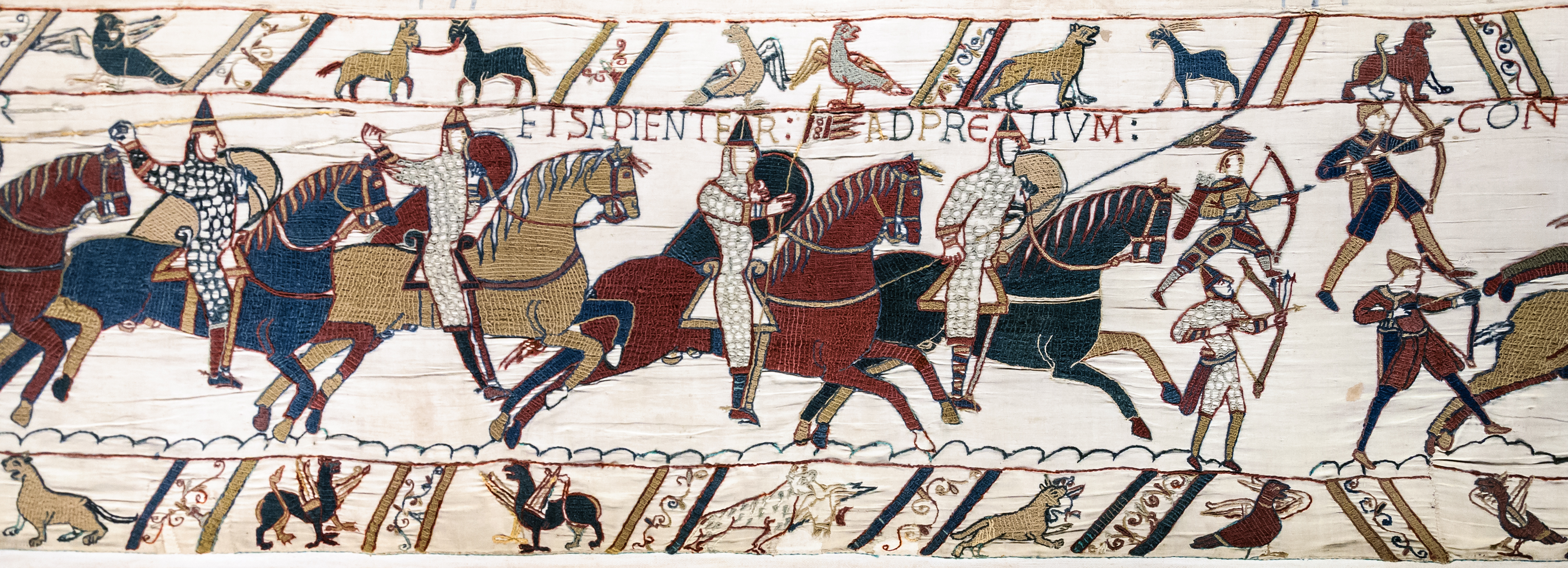
نمایی از فرشینه بایو که سوارکاران و کمانداران نورمانی را نشان می‌دهد.

در هشتم یا نهم اکتبر هارولد خود را به پایتخت رساند. پیش از رسیدن به لندن، او فرمان‌های سلطنتی متفاوتی جهت خدمت نظامی جدید به شهرستان‌های میانی و جنوب شرقی لندن فرستاد. وی در تلاش بود تا ارتش تازه و قدرتمندی تشکیل دهد و در این ارتش جدید، دو طبقهٔ متفاوت برای تشکیل دو سپاه تازه‌نفس به کار گرفته شد: فیردهای همگانی و فیردهای برگزیده. در گذشته تمام این نیروها که در عمل هیچ آموزش نظامی خاصی ندیده بودند، موظف بودند که تنها از سرزمین خودشان دفاع کنند و هر از گاهی نیروهای پاره‌وقت به فرمان شاه برای جنگیدن بیرون از سرزمین اصلی‌شان به کار گرفته می‌شدند.
نیروهای فیرد که شامل دهقانان غیر مؤثر و جنگجویان هر شهرستان بودند، در گردان‌های جدا از هم شکل گرفته بودند. بهترین دسته‌ها متشکل از بهترین سربازانی بود که به خوبی تجهیز شده بودند. سربازانی که باقی مانده بودند، مسلح به نیزه یا هر جنگ‌افزار دیگری بودند و بر پایهٔ مقام و جایگاهشان شکل گرفته بودند. سلاح مورد علاقهٔ جنگجویان حرفه‌ای تبر یا تبرزین جنگی بود. ارتش ساکسون بر پایهٔ پیاده‌نظام استوار بود. اشراف و مردان مسلح پیاده به جنگ می‌رفتند. با اعلان خدمت نظامی جدید، هارولد توانست نیروهای بیشتری به ارتش خود اضافه کند تا این ارتش عازم جنوب و سواحل وسکس برای مقابله با ویلیام که در آنجا مستقر شده بود، شود. علاوه بر نیروهای تازه به خدمت گرفته شده، هارولد با توجه به توانایی جنگی محافظین شخصی شاه (به انگلیسی: household) و جنگجویان هاسکارل (انگلیسی: housecarl)، انتظار زیادی از آن‌ها داشت.
نورمن‌ها و دیگر جنگجویان فرانسوی در ارتش ویلیام به سبک اروپای فئودالی سازمان یافته بودند؛ ترکیبی از کمانداران، سربازان پیاده و کارآمد که همگی شوالیه‌های سواره بود. سربازان نورماندی برپوش‌های چرمی با زرهٔ زنجیری فولادین یا جوشن که درون آن از چرم دوخته شده بود، بر تن داشتند و همراه با یک کلاه‌خود مخروطی با محافظ بینی و حمل نیزه، شمشیر و یک سپر نمادین به شکل بادبادک می‌جنگیدند. کمانداران در ارتش نورمن مجهز به کمان کوتاه بودند. با این حال این نبرد از سه ویژگی برخوردار بود که آن را تبدیل به جنگی سخت می‌کرد؛ توان مانور شوالیه‌های سواره‌نظام نورمن، قدرت وحشتناک تبرهای جنگی ساکسون‌ها و تأثیر تیرهای کمانداران نورمن.

### آغاز جنگ

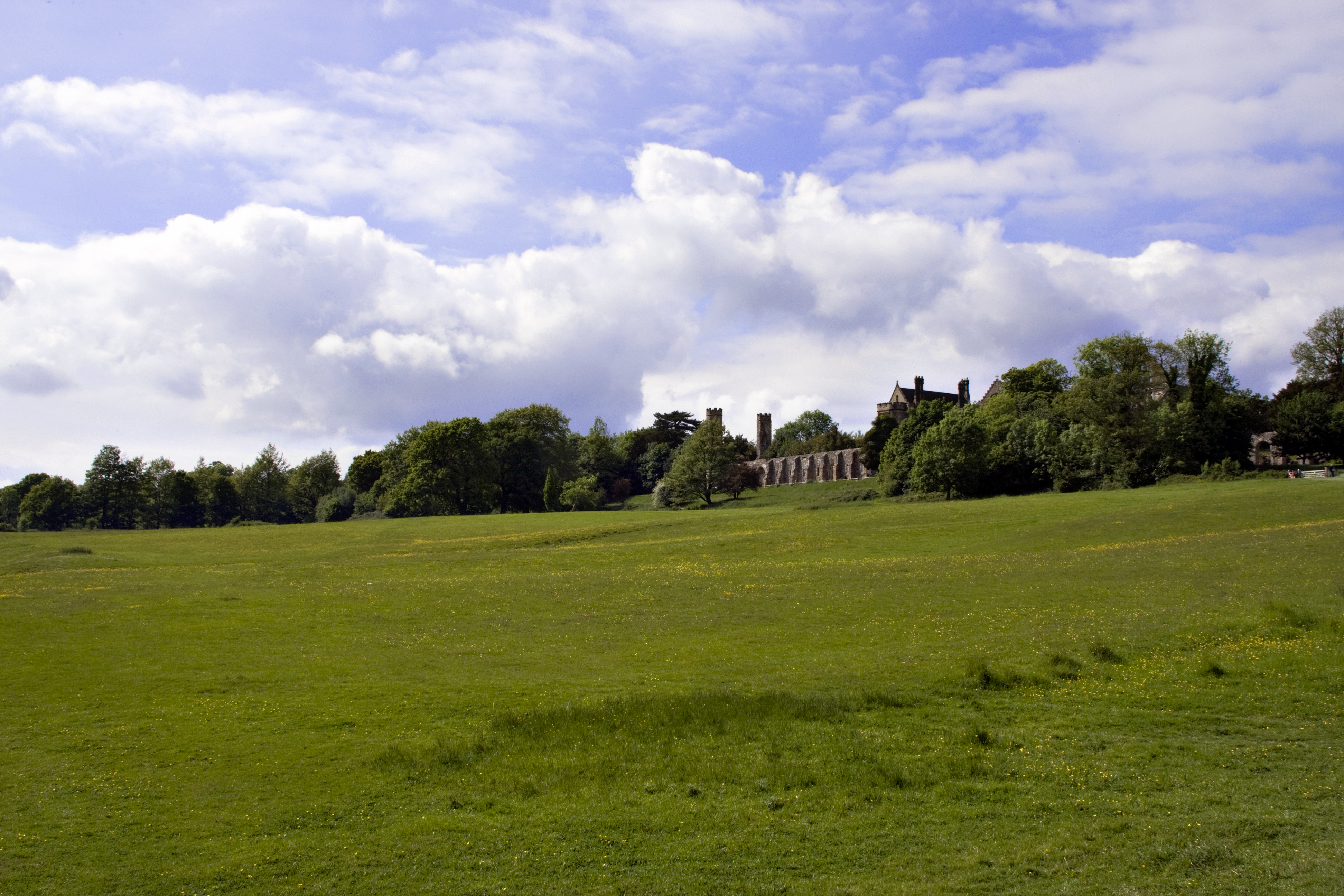
چشم‌انداز تپه سانلک در میدان جنگ

ارتش ساکسون در ۱۳ اکتبر ۱۰۶۶ از راه رسید و بر روی تپه‌ای در شمال غربی هستینگز مستقر شد؛ که بعدها به سانلک، (فرانسوی: Senlac) به معنی «دریاچهٔ خون» شناخته شد و در جلوی سپاه، ساکسون‌ها چوب‌های نوک تیزی همانند حصار در مقابل خود قرار دادند تا مانعی برای سواران نورماندی باشد. فرمان‌های ویژه هارولد بر روی این نکته تأکید داشت که نیروهایش در هنگام نبرد به‌طور کامل ثابت بمانند و از موقعیت خودشان حرکت نکنند، حتی اگر از سوی دشمن تحریک شوند.
بامداد روز بعد در ۱۴ اکتبر ارتش هارولد ستون بزرگی از جنگجویان نورماندی را که به سوی تپه در حال پیشروی بودند تماشا کرد. دو سپاه به فاصله چند صد یارد از یکدیگر جدا شده بودند و هر دو سپاه به رجزخوانی علیه هم پرداختند.

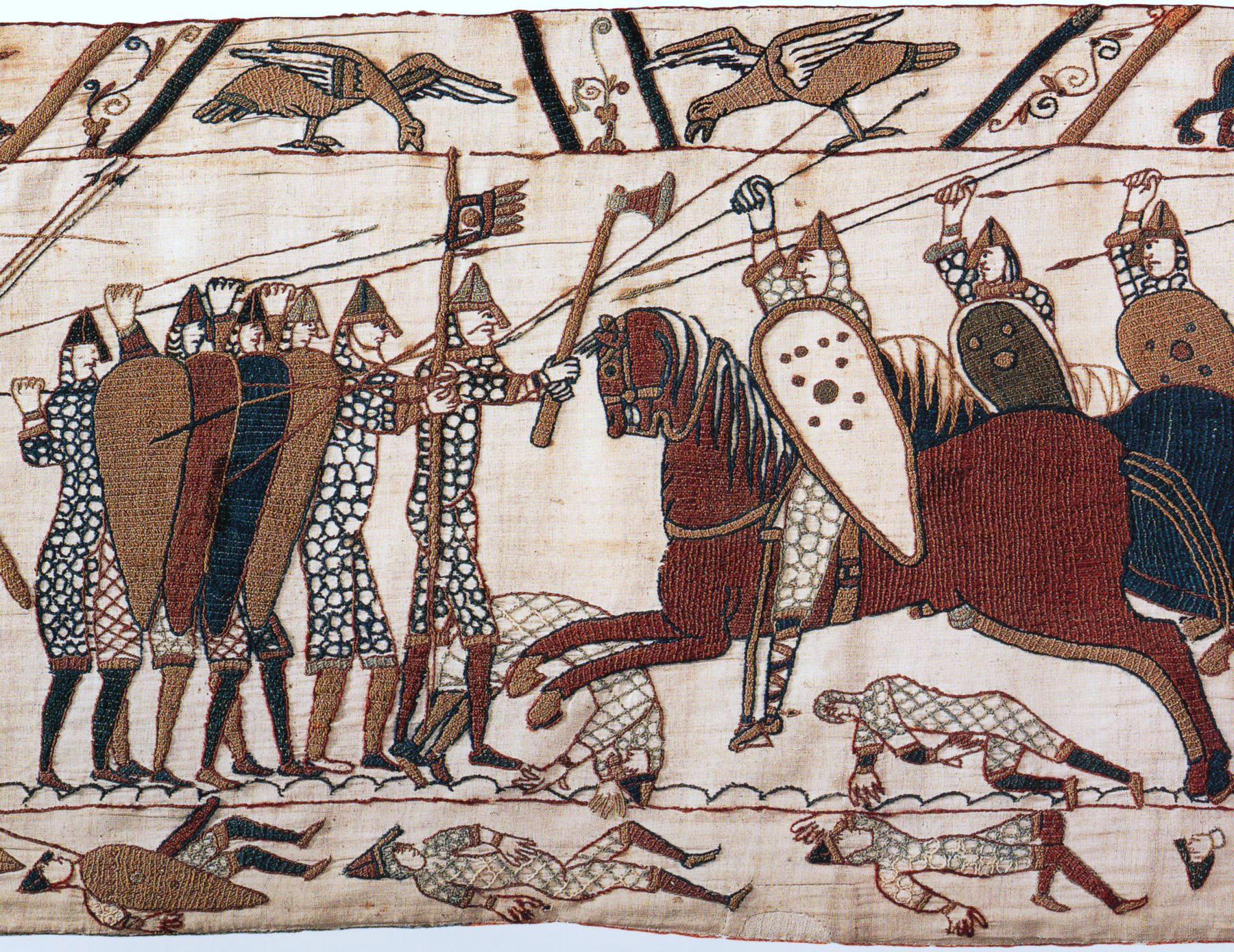
یورش سواره‌نظام نورمن به دیوار دفاعی ساکسون‌ها.

با آغاز جنگ، نورمن‌ها نمی‌توانستند در میان صفوف فشرده پیاده‌نظام ساکسون‌ها شکافی برای نفوذ ایجاد کنند. نورمن‌ها بارها و بارها یورش می‌آوردند ولی نمی‌توانستند دیوار دفاعی ساکسون‌ها را بشکنند و هر بار به عقب رانده می‌شدند و از تپه پایین می‌آمدند.
نبرد در سراسر روز ادامه داشت. تلفات در هر دو لشکر بسیار زیاد بود با این حال بین نیروی دو سپاه تعادلی ایجاد شده بود. مشخص شده بود که یورش‌های پی در پی سواران ویلیام به موقعیت ساکسون‌ها، به سختی پاسخ داده می‌شود. نورمن‌ها دریافته بودند که هاسکارل به واسطهٔ تبرهای ستبر خود، قدرت کافی برای عقب‌راندن آن‌ها را دارند و این خبر در ارتش نورماندی پیچیده بود که آن‌ها تبرهای ترسناک خود را به خوبی در هوا تاب می‌دهند و شوالیه‌ها را به همراه اسب‌هایشان تکه‌تکه می‌کنند.
در خلال نبرد شایعه‌ای به سرعت گسترش یافت که ویلیام کشته شده که باعث پایین آمدن روحیهٔ نورمن‌ها شد. اما ویلیام خود را به نیروهایش نشان داد تا آن‌ها را به ادامهٔ نبرد ترغیب کند.

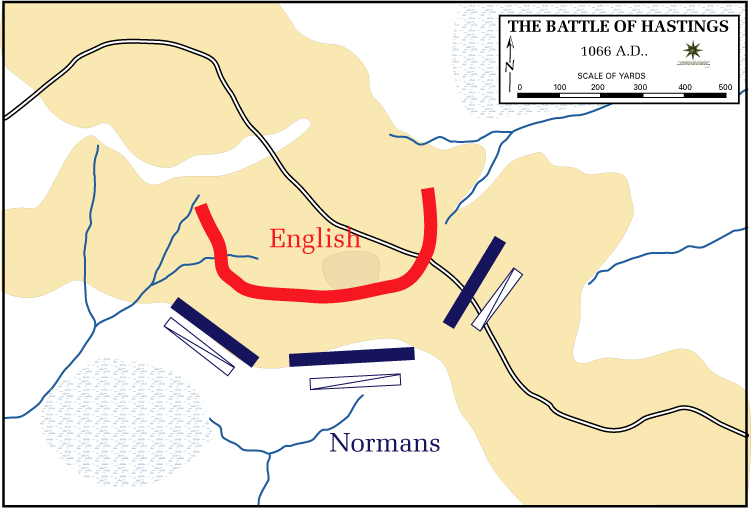
صحنه جنگ و استراتژی دو ارتش

در نیم‌روز دامنهٔ یورش‌ها به اردوگاه ساکسون‌ها افزایش یافته بود تا در بالای تپه نیروهای هارولد را وادار به عقب‌نشینی کنند. برای رسیدن به بالای تپه نورمن‌ها باید از مانعی که به دست ساکسون‌ها بر پا شده بود تا جلوی پیشروی آن‌ها را بگیرد، گذر می‌کردند و هر بار گروهی از آن‌ها با دادن کشته‌های بسیار عقب رانده می‌شد. در بعدازظهر جناج چپ سپاه ویلیام که شامل بریتون بود، از سوی نیروهای فیرد به پایین تپه رانده شد. فیردها ترغیب شدند که آن‌ها را تا پایین تپه دنبال کنند. همین باعث شکسته شدن خطوطشان شد که هارولد در این باره به آن‌ها به‌طور جدی هشدار داده بود. اکنون نورمن‌ها این فرصت را پیدا کرده بودند که از این شکاف خود را به موقعیت ساکسون‌ها در بالای سراشیبی برسانند. یورش‌های پیوسته نورمن‌ها باعث شد ارتش هارولد در هم شکسته شود. بارانی از تیرها جان بسیاری از آنان را گرفت؛ که یکی از تیرها به چشم هارولد فرورفت و وی را زخمی کرد.

### کشته شدن هارولد
هارولد با تیری که به چشمش اصابت کرده بود، زخمی شد و به خاک افتاد و به دست شهسواران نورمن کشته و اعضای بدنش توسط نورمن‌ها جدا شد. هنگامی که سپاهیان انگلیسی کشته شدن پادشاه و فرماندهٔ خود را دیدند، عقب‌نشینی و فرار خود را آغاز کردند. هرج و مرج به حدی زیاد بود که رهبانانی که بعدها مأمور پیدا کردن جسد هارولد شدند، نتوانستند او را بیابند، تا اینکه ادیث سوانزنک (انگلیسی: Edith Swan Neck)، که معشوقهٔ وی بود، آن‌ها را به محل واقعه برد. ادیث بدن تکه‌تکه شده معشوق را شناسایی کرد، و آن اندام تکه‌تکه شده را در کلیسای والتم، که خود هارولد ساخته بود، دفن کردند.
حال علت اصلی فروپاشی سپاه انگلستان، کشته شدن هارولد بود. برای ارتش‌های سده‌های میانه بیشتر زمان‌ها با از دست رفتن فرمانده، سپاهیان عزم و اراده خود را از دست می‌دادند. هنگامی که سازماندهی آنان از بین می‌رفت، آسیب‌پذیر می‌شدند، به ویژه در برابر سواره‌نظام. با این وجود نیروهای نورمن آن‌ها را تا مولفایت تعقیب کردند و انگلیسی‌هایی که جان به در برده بودند، به سمت شمال، به سوی جنگل ویلد (انگلیسی: Weald) گریختند.

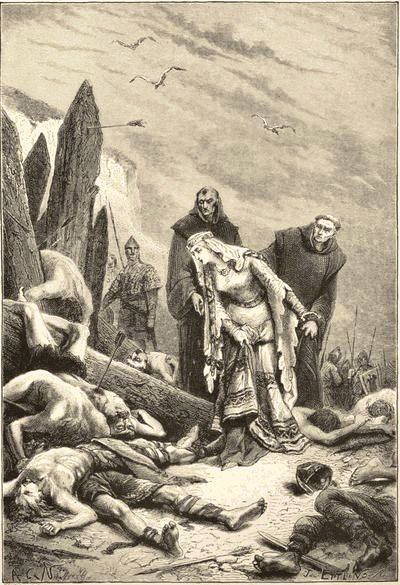
ادیث جسد هارولد گادوینسن را بعد از نبرد هستینگز شناسایی می‌کند.

ویلیام پس از پیروز در میدان نبرد به شکرگزاری از خداوند پرداخت و دستور داد تا به نشانهٔ پیروزی و فتح، پرچم نورماندی را در بالاترین نقطه در میدان نبرد، جایی را که درفش ساکسون‌ها واقع بود، برافراشته کنند و پرچم دشمن شکست خورده را سرنگون سازند. سپس وی دستور داد تا خیمه‌اش را در میان کشته‌شدگان جنگ برپادارند و خوراک گوشت را که برای ضیافت شام آماده شده بود به آنجا بیاورند. سپس تمامی بارون‌ها، شوالیه‌ها، جنگجویان و پیشکاران نزد وی گرد آمدند. به زره، جوشن و کلاهخود ویلیام آسیب زیادی وارد آمده بود و بر روی بدنش آثار زخم بسیار دیده می‌شد. در این هنگام بارون‌ها و ملازمانش به مدح و ستایش وی پرداخته و دلاوری و شجاعتش در میدان نبرد را با قهرمانان اسطوره‌ای همچون رولانت و اولیور مقایسه کردند. نورمان‌ها در آغاز مهمانی سرمست از پیروزیشان بسیار به شادی پرداختند، اما سپس در سوگ دوستان و همرزمان از دست رفته و کشته شده در جنگ اشک ریختند. سپس دوک ویلیام را که با آرامش و وقار در میان آن‌ها نشسته بود به عنوان پادشاه خطاب کردند. ویلیام در پاسخ از تمامی شهسواران و جنگجویانش سپاسگزاری کرد و پاداش بزرگی به آنان نوید داد و پیش از صرف شام برای کشته شدگان سوگواری کرد و در پایان بزم پیروزی اعلام داشت که بستر خوابش را در همان مکان آماده کنند.

## پس از جنگ

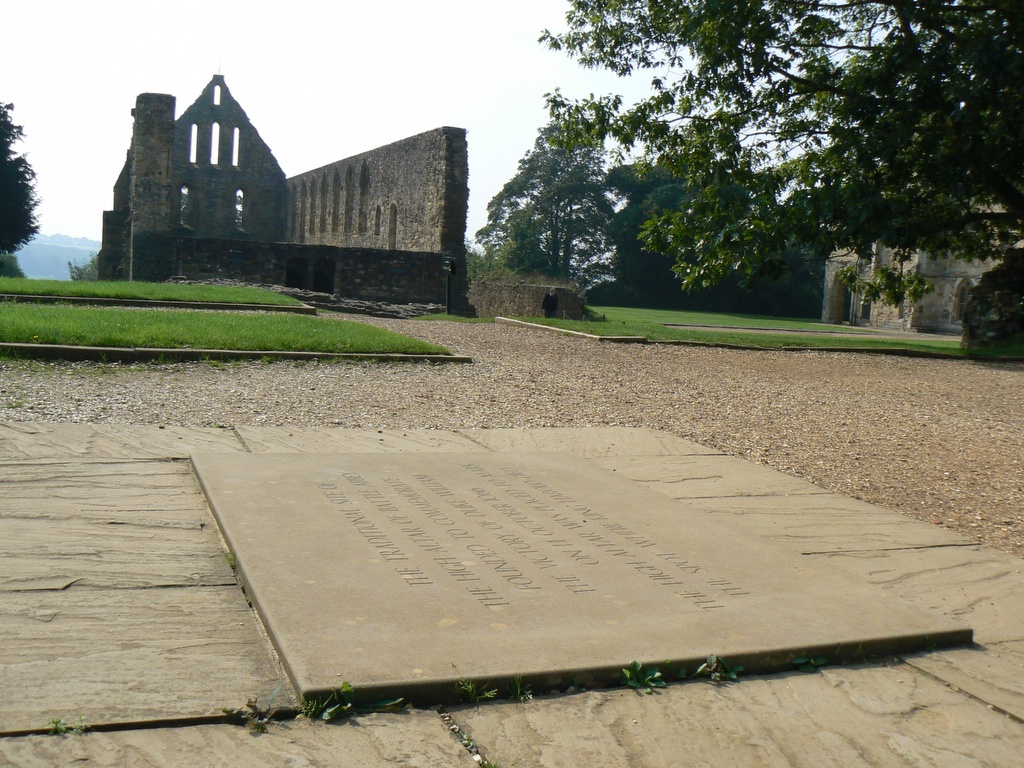
سنگ یادبود در کنار صومعه، جایی که هارولد کشته شد

تا آن زمان، هیچ جنگی به اندازه جنگ هستینگز قاطع و مؤثر نبود زیرا در نتیجه همین پیروزی، ویلیام پادشاه انگلستان شد. قوم ساکسون در برابر ویلیام مقاومت ملی بروز نداد.
پیروزی هستینگز انگلستان را به زیر فرمان ویلیام درآورد، لندن به تصرف او درآمد و بالاخره وی در لندن تاج‌گذاری کرد و خود را به عنوان پادشاه انگلستان اعلان کرد. تنها در شمال بود که ویلیام با مقاومت سختی روبرو شد. در اینجا دهقانان آزاد بسیاری وجود داشتند که نمی‌خواستند به سلطه فاتحین گردن گذارند. ویلیام به منظور تنبیه دهقانان عده زیادی از آنان را قتل‌عام کرد و گله‌ها و کشتزارهای آنان را یکسره از میان برد تا بدین ترتیب مزارع شمال مدت‌ها بایر و دهات خالی از سکنه ماند. ویلیام پس از رسیدن به پادشاهی، زمین‌های فئودال‌های آنگلوساکسون را از آنان گرفت و به شوالیه‌های خود بخشید و به همین جهت مقامات عالیه فئودالی در انگلستان تغییر یافت و توأم با آن وضع دهقانان نیز به وخامت گرایید. بسیاری از دهقانان آزاد به سرف مبدل شدند و مالیات و پرداخت‌های آنان افزایش یافت. در کل می‌توان گفت که پیروزی نورمن‌ها بر آنگلوساکسون‌ها، فئودالیسم را در انگلستان تقویت کرد.
همچنین ویلیام زمین‌هایی را در اختیار کلیسا نهاد زیرا پاپ از وی برای رسیدن به تاج و تخت انگلستان پشتیبانی کرده بود. یکی از نخستین وعده‌های ویلیام ساخت یک صومعه بعنوان جشن پیروزی‌اش بود. وی مکانی را در میدان نبرد برای برپا کردن آن برگزید که پس از ساخت شدن به صومعه جنگ شناخته شد. گفته شده محراب صومعه در مکانی واقع شده که هارولد در آنجا کشته شده بود.
ویلیام برای تحکیم پادشاهی نوپای خود خواستار افزایش ثروت پادشاهی شد. وی ساکسون‌ها را وادار به پرداخت مالیات کرد و در سال ۱۰۸۶ افرادی را برای سنجش و برآورد میزان دارایی زمین‌ها، چهارپایان، محصولات کشاورزی و ابزارها به تمام کشور فرستاد تا از میزان مالیاتی که مردم توانایی پرداخت آن را دارند، آگاه شود. هنگامی که آمارگیری به پایان رسید، کاتبان ویلیام اطلاعات گردآوری شده رادر کتابی به نام کتاب روز رستاخیز ثبت کردند.
اربابان و لردهای جدید، برای مطیع نگه داشتن آنگلوساکسون‌ها، نیازمند قدرت پادشاهی نیرومند بودند. از این رو نه تنها فئودال‌های بزرگ، حتی واسال‌های آنها نیز در مقابل ویلیام سوگند وفاداری یاد کردند. تمام فئودال‌های انگلیسی مالیات‌هایی به فرمان‌روا می‌پرداختند و بایستی به محض احضار در لشگرکشی‌های نظامی شرکت می‌کردند. ویلیام با استفاده از فتحی که نصیبش شده بود، یک هفتم اراضی انگلستان را به تصرف خود درآورد بدین ترتیب به بزرگترین زمین‌دار کشور تبدیل شد. فرمانروا از املاک خود در انگلستان و خاک فرانسه، درآمد سرشاری داشت. بعد از فتح انگلستان به دست دوک نورماندی، قدرت سلطنت در انگلستان نیروی بیشتری کسب کرد، در حالی که در همان زمان قدرت سلطنت در فرانسه به شکل محسوسی ضعیف شده بود.

## توضیحات
1. ↑  که بعدها ویلیام فاتح و ویلیام یکم نام گرفت
2. ↑  اوضاع با ورود هارالد هاردرادا، پادشاه نروژ و دانمارک پیچیده‌تر شد. او بر این باور بود که وارث مشروع تاج و تخت انگلستان است؛ زیرا دانمارکی‌ها در گذشته انگلستان را فتح کرده بودند.
3. ↑  این اقوام به جای استفاده از ارتش منضبط، با قایق‌های کوچک و در گروه اندک، از کانال‌ها گذشتند و حملات خود را به موفقیت به پایان می‌رساندند هرچند که این فتوحات سازمان بافته نبود
4. ↑  ژوت‌ها، کنت را تصرف کردند، سه قلمرو اسکس، سوسکس و وسکس را ساکسون‌ها متصرف و آنگل‌ها مدعی استانگلی، مرسی و نوثرمبری شدند.